# 大正琴協会
公益社団法人大正琴協会（たいしょうごときょうかい）は、名古屋市中区に本部を置く公益法人。元文部科学省所管。

## 概要
この法人の会員その他大正琴愛好者の活動を通じて、人々の多様な学習活動の普及・振興を図るとともに、演奏会、研修会などの開催による大正琴に関する普及向上、人材育成事業などを行い、もって生涯学習の振興に寄与することを目的としている。
東京都大田区に本部を置く特定非営利活動法人日本大正琴協会とは別の団体である。

## 沿革
- 1993年5月27日 - 文部省許可

## 事務所
〒460-0011
名古屋市中区大須三丁目8番20号 高栄ビル2階

## 正会員総数
3,577名（2023年5月8日現在）

## 協会の事業
1.生涯学習に関する普及・啓発活動
2.生涯学習に関する各種講座、演奏会の開催等
3.大正琴演奏会、指導者研修会の開催
4.調査研究事業
5.出版物の刊行
6.その他この法人の目的を達成するために必要な事業

## 所属団体
- 琴修会
- 琴城流
- 琴伝流（五十音順）